# Ларго Дон Луиђи Стурцо
Ларго Дон Луиђи Стурцо је насеље у Италији у округу Калтанисета, региону Сицилија.
Према процени из 2011. у насељу је живело 40 становника. Насеље се налази на надморској висини од 571 м.